# Государственная служба Азербайджана по мобилизации и призыву на военную службу
Государственная служба Азербайджана по мобилизации и призыву на военную службу (азерб. Səfərbərlik və Hərbi Xidmətə Çağırış üzrə Dövlət Xidməti) — государственный орган исполнительной власти Азербайджана.

## История
Государственная служба Азербайджана по мобилизации и призыву на военную службу создана 12 февраля 2012 года.
Находившиеся в подчинении Министерства обороны Азербайджана Военный комиссариат Азербайджана, Военный комиссариат Нахчыванской Автономной Республики, районные, городские и городские районные комиссариаты ликвидированы. Имущество и дела переданы Государственной службе по мобилизации и призыву.

## Структура
В структуру Государственной службы входит Аппарат Службы, местные управления, соответствующие юридические лица и организации, Государственная служба Нахичеванской Автономной Республики по мобилизации и призыву на военную службу. 

## Законы
Военнослужащие проходят военную службу в соответствии с законами Азербайджана «О воинской обязанности и военной службе», «О статусе военнослужащих», Положением «О прохождении военной службы», Уставами Вооруженных Сил Азербайджана.

## Начальники
- Арзу Рагимов (13 февраля 2012 — 17 апреля 2023)
- Мурсал Ибрагимов (с 17 апреля 2023)[2].